# University Place
University Place est une ville du comté de Pierce dans l'État de Washington aux États-Unis.